# Lassay-sur-Croisne
Lassay-sur-Croisne ist eine Gemeinde mit 243 Einwohnern (Stand: 1. Januar 2022) im französischen Département Loir-et-Cher der Region Centre-Val de Loire. Die Gemeinde gehört zum Arrondissement Romorantin-Lanthenay und zum Kanton Selles-sur-Cher. 

## Geographie
Lassay-sur-Croisne liegt etwa sechs Kilometer westnordwestlich von Romorantin-Lanthenay und etwa 32 Kilometer südöstlich von Blois in der Sologne. Umgeben wird Lassay-sur-Croisne von den Nachbargemeinden Mur-de-Sologne im Norden, Pruniers-en-Sologne im Süden und Osten sowie Gy-en-Sologne im Westen und Südwesten.

## Bevölkerungsentwicklung
| 1962                       | 1968 | 1975 | 1982 | 1990 | 1999 | 2006 | 2017 |
| -------------------------- | ---- | ---- | ---- | ---- | ---- | ---- | ---- |
| 142                        | 137  | 127  | 145  | 168  | 184  | 223  | 249  |
| Quellen: Cassini und INSEE |      |      |      |      |      |      |      |

## Sehenswürdigkeiten
- Schloss Moulin, erbaut 1480, heute Museum

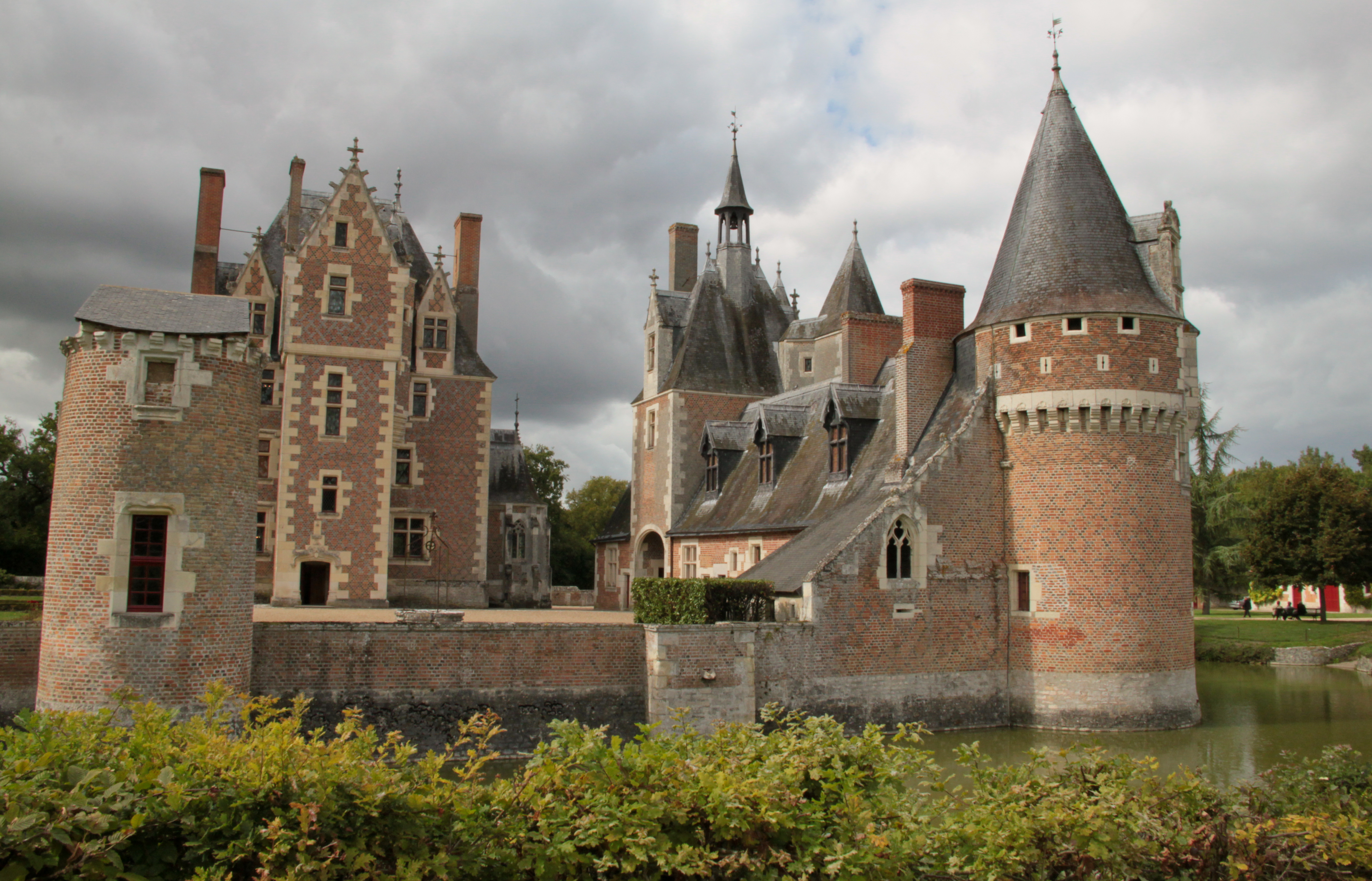
Schloss Moulin